# Philip Yordan
Philip Yordan (Chicago, Illinois, 1 de abril de 1914 - La Jolla, California, 24 de marzo de 2003) fue un guionista y productor de cine estadounidense.

## Trayectoria en el cine
Nació en Chicago, Illinois, el 1 de abril de 1914. Sus padres eran inmigrantes polacos. Se graduó en la Universidad de Illinois en Urbana-Champlain y obtuvo una licenciatura en derecho en el Chicago-Kent College of Law. Se interesó por la interpretación, pero se decantó por escribir obras teatrales.
Desarrolló su actividad como guionista desde la década de 1940 hasta principios de la de 1990. Colaboró en varias ocasiones con realizadores importantes de Hollywood, escribiendo guiones para Anthony Mann, Nicholas Ray o André de Toth. Su contribución al cine negro incluye títulos como Dillinger (1945), House of Strangers (1949), Brigada 21 (Detective Story) (1951), Agente especial (The Big Combo) (1955) o The Harder They Fall (1956).
Yordan fue conocido como script doctor o doctor de guiones, reescribiendo libretos de otros guionistas, especialmente durante la caza de brujas,  pues algunos escritores no podían firmar con su verdadero nombre por su inclusión en la Lista negra de Hollywood. El mismo Yordan también sería víctima del maccarthismo, por lo que hubo de establecerse en Europa. 
Se estableció en España durante las décadas de 1960 y 1970. En este periodo colaboró con el productor independiente Samuel Bronston, contribuyendo a los guiones de Rey de reyes (King of Kings) (1961), El Cid (El Cid) (1961), 55 días en Pekín (55 Days at Peking) (1963), La caída del Imperio Romano (The Fall of the Roman Empire) (1964) y El fabuloso mundo del circo (Circus World) (1964). Al comenzar la producción de El Cid, Bronston adquirió los derechos de una historia de Rafael Gil, sobre la que existía un primer guion de Vicente Escrivá. Bronston rechazó el guion de Escrivá y contrató a Yordan para que escribiese un nuevo texto. En este periodo también escribió y produjo los Spaghetti Western Capitán Apache (1971) de Alexander Singer y El hombre de Río Malo (1972) de Eugenio Martín.
Contando los títulos en los que apareció acreditado y otros en los que no lo estuvo, Yordan escribió cerca de un centenar de guiones, además de participar como productor en una veintena de películas.
Falleció en 2003 en La Jolla (California), a la edad de 88 años, debido a un cáncer de páncreas.

## Vida personal
Yordan contrajo matrimonio en dos ocasiones, con Marilyn Nash y con Faith Yordan. Con esta última permaneció unido hasta la muerte del escritor.

## Filmografía parcial

### Como guionista
- The Great Flamarion de Anthony Mann (1945)
- Dillinger (1945)
- Suspense (1946)
- The Chase (1946)
- Whistle Stop (1946)
- House of Strangers (1949)
- Brigada 21 (Detective Story) de William Wyler (1951)
- Houdini (1953),
- Lanza rota (Broken Lance) (1954)
- Johnny Guitar (Johnny Guitar) de Nicholas Ray (1954)
- Agente especial (The Big Combo) de Joseph H. Lewis (1955)
- El hombre de Laramie (The Man from Laramie) de Anthony Mann (1955)
- Más dura será la caída de Mark Robson (1956)
- La colina de los diablos de acero de Anthony Mann (1957)
- The Bravados (1958)
- La pequeña tierra de Dios (God's Little Acre) de Anthony Mann (1958) Oficialmente acreditado, actualmente se considera como su guionista a Ben Maddow.
- Day of the Outlaw de André de Toth (1959)
- Rey de reyes (King of Kings) de Nicholas Ray (1961)
- El Cid (El Cid) de Anthony Mann (1961)
- 55 días en Pekín (55 Days at Peking) de Nicholas Ray (1963)
- La caída del Imperio Romano (The Fall of the Roman Empire) de Anthony Mann (1964)
- El fabuloso mundo del circo (Circus World) de Henry Hathaway (1964)
- La batalla de las Ardenas (Battle of the Bulge) de Ken Annakin (1965)
- La última aventura del general Custer (Custer of the West) de Robert Siodmak (1967)
- Capitán Apache (Captain Apache) de Alexander Singer (1971)
- El hombre de Río Malo (Bad Man's River) de Eugenio Martín (1972)
- Cry Wilderness (1987)
- Bloody Wednesday (1987)
- The Unholy (1988)

### Como productor
- Anna Lucasta (1949)
- Man Crazy (1953)
- Más dura será la caída de Mark Robson (1956)
- Wild Party (1956)
- El día de los trífidos (1963)
- La batalla de las Ardenas (Battle of the Bulge) de Ken Annakin (1965)
- La última aventura del general Custer (Custer of the West) de Robert Siodmak (1967)
- Al este de Java (Krakatoa: East of Java) de Bernard L. Kowalski (1969)
- Capitán Apache (Captain Apache) de Alexander Singer (1971)
- Brigham (1977)
- Cry Wilderness (1987)
- Bloody Wednesday (1987)

## Premios y distinciones
Premios Óscar
| Año  | Categoría                     | Película   | Resultado |
| ---- | ----------------------------- | ---------- | --------- |
| 1946 | Óscar al mejor guion original | Dillinger  | Nominado  |
| 1952 | Mejor guion                   | Brigada 21 | Nominado  |
| 1955 | Mejor argumento               | Lanza rota | Ganador   |

- 1952 - Ganador del Premio Edgar al Mejor Guion (Edgar Award for Best Motion Picture Screenplay) por Detective Story, junto al coguionista Robert Wyler y Sidney Kingsley, autor de la obra de teatro original.
- 1952 - Ganador del Premio Writers Guild of America en la categoría WGA Award (Screen) Best Written American Drama, junto a Robert Wyler.